# Exército Nacional Chin
O Exército Nacional Chin (birmanês:  ချင်းအမျိုးသားတပ်မတော်; em inglês:  Chin National Army, abreviado CNA) é uma organização armada étnica do povo chin em Mianmar (Birmânia). É o braço armado da Frente Nacional Chin, sendo fundado em 20 de março de 1988. Defende maior autonomia para o Estado Chin dentro da República de Mianmar. Assinou um acordo de cessar-fogo com o governo de Mianmar em 6 de janeiro de 2012.

## Histórico
O Exército Nacional Chin foi fundado em 20 de março de 1988, juntamente com a sua organização política, a Frente Nacional Chin. Em 6 de janeiro de 2012, assinou um cessar-fogo com o governo central. Após o golpe militar de 1 de fevereiro de 2021, retomou a luta armada ao lado do governo no exílio (o Governo de Unidade Nacional). As unidades conjuntas entre organizações étnicas armadas e o governo no exílio são chamadas de Força de Defesa do Povo. Em 2022, eclodiram combates ferozes entre o governo central e as unidades do Exército Nacional Chin ao longo da fronteira entre o Estado de Chin e a Índia. Em janeiro de 2023, o quartel-general denominado Camp Victoria, perto da fronteira com a Índia, foi bombardeado pela força aérea do governo militar. As bombas também caíram em território indiano e mataram pessoas. Posteriormente, uma conferência foi realizada em Camp Victoria de 4 a 7 de dezembro de 2023 para estabelecer o Conselho de Chinland. Os participantes, provenientes de vários grupos políticos chin, ratificaram uma nova constituição de Chinland.
Seu braço politico, a Frente Nacional Chin, também foi membro do Conselho Federal das Nacionalidades Unidas, uma coligação de grupos de oposição cujo objetivo é estabelecer um sistema federal em Mianmar ou alcançar níveis de autonomia e paz entre as várias minorias étnicas do país.